# Lodewijck van Ludick

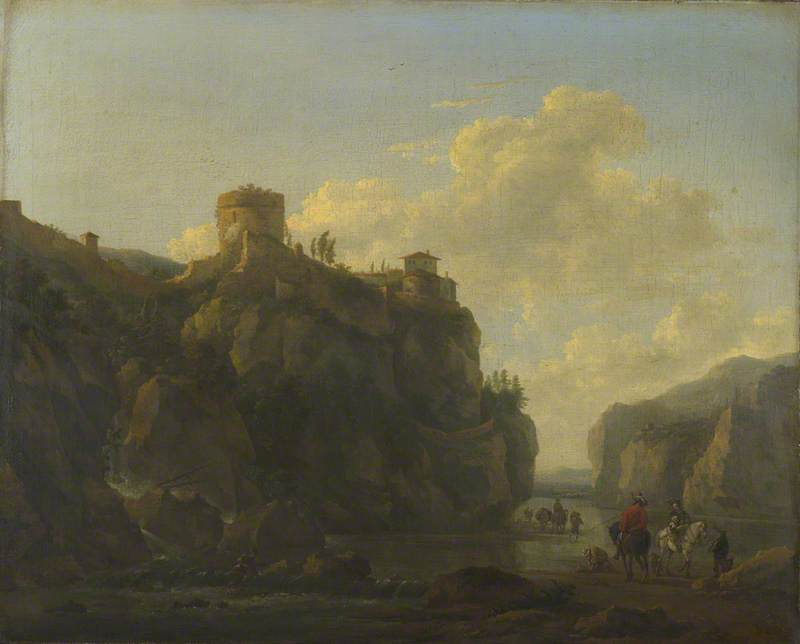
Fiume con scogliera rocciosa e cascata, National Gallery, Londra

Lodewijck van Ludick (Amsterdam, 11 novembre 1629 – Amsterdam, 22 dicembre 1724) è stato un pittore olandese, specializzato in vedute panoramiche.

## Biografia
Nacque ad Amsterdam e suo padre, dallo stesso nome, era amico di numerosi pittori tra cui Rembrandt, anche se non era egli stesso un pittore. Era conosciuto per le sue vedute panoramiche di sapore italiano, molte delle quali copiate da altri pittori, come Jan Asselijn. 
Trascorse la sua esistenza ad Amsterdam, dove morì.